# Rouen villamosvonal-hálózata
Rouen villamosvonal-hálózata (francia nyelven: 	Métro de Rouen) jelenleg két vonalból és 31 állomásból áll, a hálózat teljes hossza 18,2 km. A vágányok nyomtávolsága 1435 mm, az áramellátás felsővezetékről történik. 2010-ben naponta átlagosan 67 ezer utas használta a városi villamost.

## Története
Rouen-ban a városi kötöttpályás közlekedés 1874-ben indult meg gőzvontatással, az üzem Gustav Palmer Harding tulajdonában volt. A Compagnie des Tramways de Rouen (CTR) társaságot 1878. szeptember 11-én hozták létre. A gőzvontatással 1884-ben felhagytak a növekvő költségek és egyéb okok miatt. A gőzmozdonyok helyét lovak vették át.
1892. június 19-én Rouent és a Bonsecours között egy új siklóvasút nyílt meg. Két évvel később, 1894-ben az a döntés született, hogy az összes városi vasutat villamosítani kell.
A második társaság, a Compagnie Générale de Traction (CGT) 1895-ben jött létre, és új vonalokat nyitott Bapeaume, Amfreville-la-Mi-Voie és Bihorel felé. A CTR 1896. március 22-től a hálózatát villamosította, mivel az 1896-os Gyarmati Kiállítást Rouenben rendezték meg.
A CGT-t és a CTR-t egy harmadik villamosjármű-társaság, a Compagnie du Tramway de Bonsecours egészítette ki, amely 1899-ben megnyitotta vonalát Rouen Pont Corneille és Bonsecours között. A Bonsecours eléréséhez a vasútvonalnak jelentős magasságkülönbséget kellett legyőznie, elérve a 60 mm/m (6%) és a 80 mm/m (8%) értéket. Így a városi hálózat teljes hossza 38 km-esre bővült. 1906-ban megnyílt egy rövid életű vonal, amely összekötötte Le Trianont és a Forêt du Rouvray-t. Ezt a vonalat már 1908-ban bezárták.
1910-ben a CGT, a Compagnie du Tramway de Bonsecours beolvadt a CTR-be. Két évvel később a villamost meghosszabbították Bois-Guillaume felé. Az utolsó szakasz 1915. augusztus 1-jén nyílt meg, ez Rouen és Grand-Quevilly között húzódott, célja a katonai táborok és a városközpont összekapcsolása volt.
1930-ban megkezdte az első buszjárat működését a városban Place Beauvoisine és Cimetière Nord között. Az első villamosvonalak bezárása ugyanabban az évben történt, és azokat buszokkal helyettesítették.
1933-ban a trolibusz is megjelent a városban egy teszt során. Az első vonal 1937-ben nyílt meg, Mont-Saint-Aignan-t kötötte össze a várossal.
Hat éven keresztül, 1940. június 9. és 1946. április 20. között a Szajnán való átkelését megszakította a II. világháború. Az Amfreville felé tartó vonalat 1948-ban bezárták és autóbuszokkal helyettesítették.
1953. február 28-án bezárták az utolsó villamosvonalat, melyet 1970-ben az utolsó trolibusz követett.
A villamospálya-rendszert három vállalat üzemeltette, mindegyik 1435 mm (4 láb 8 1⁄2 hüvelyk) szabványos nyomtávú villamossal.
A városba a villamos 1994-ben tért vissza ismét, mikor egy két vonalból álló, modern hálózatot adtak át. A villamosok a belvárosban a föld alatt haladnak, ezért a helyiek gyakran mint metróként hivatkoznak rá.
Jelenleg a forgalmat 28 db Alstom Citadis villamossal látják el. Az üzemidő reggel 5-től este 11:30-ig tart, csúcsidőben három percenként, csúcsidőn kívül 20 percenként közlekedő járatokkal.

## Képek

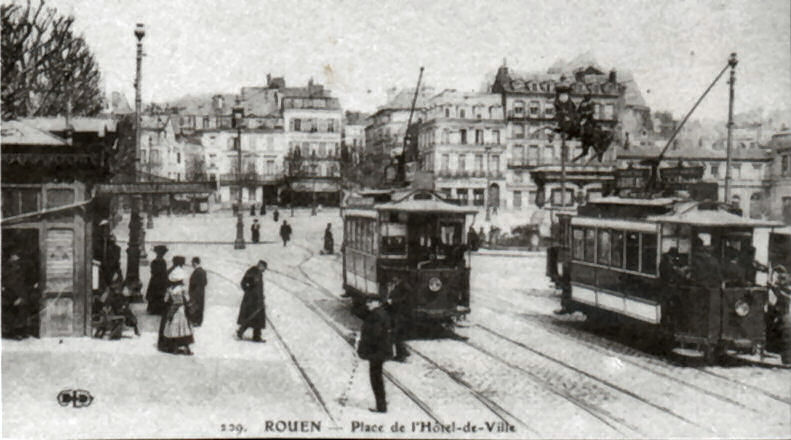
A város első villamosüzeme (a kép 1907 és 1908 között készült)
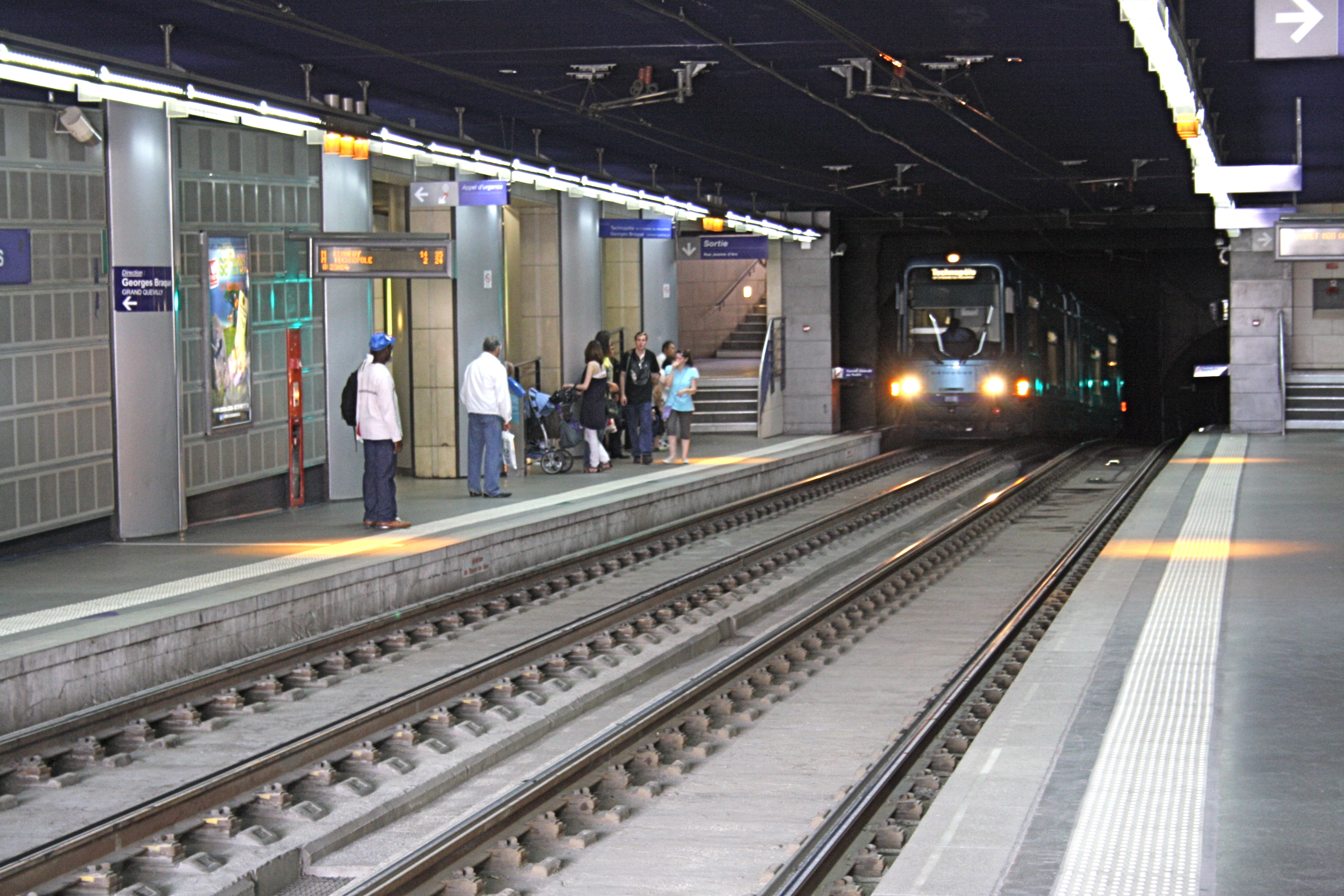
Egy TFS villamos a Théâtre des Arts megállóban 2011. július 31-én
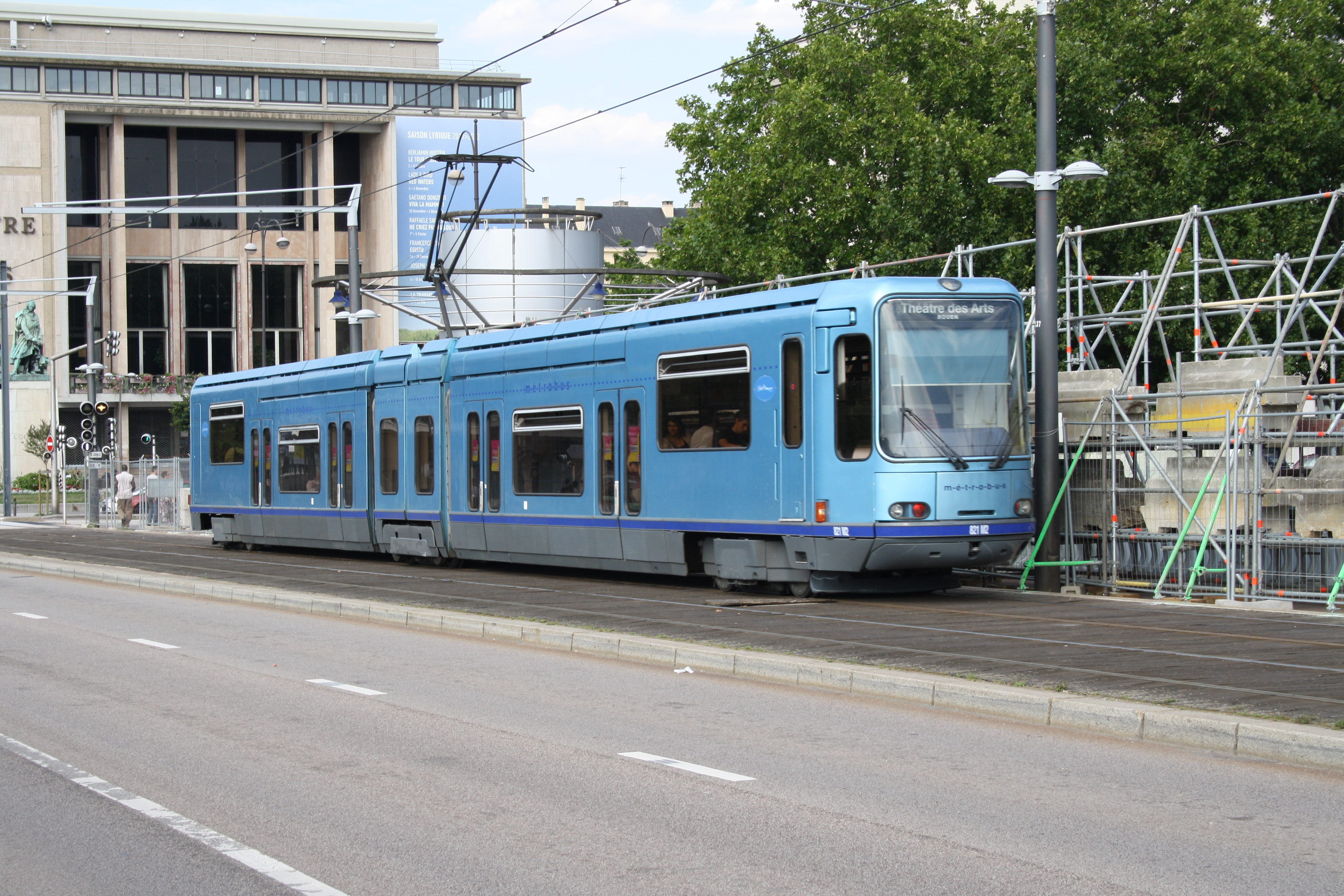
TFS villamos
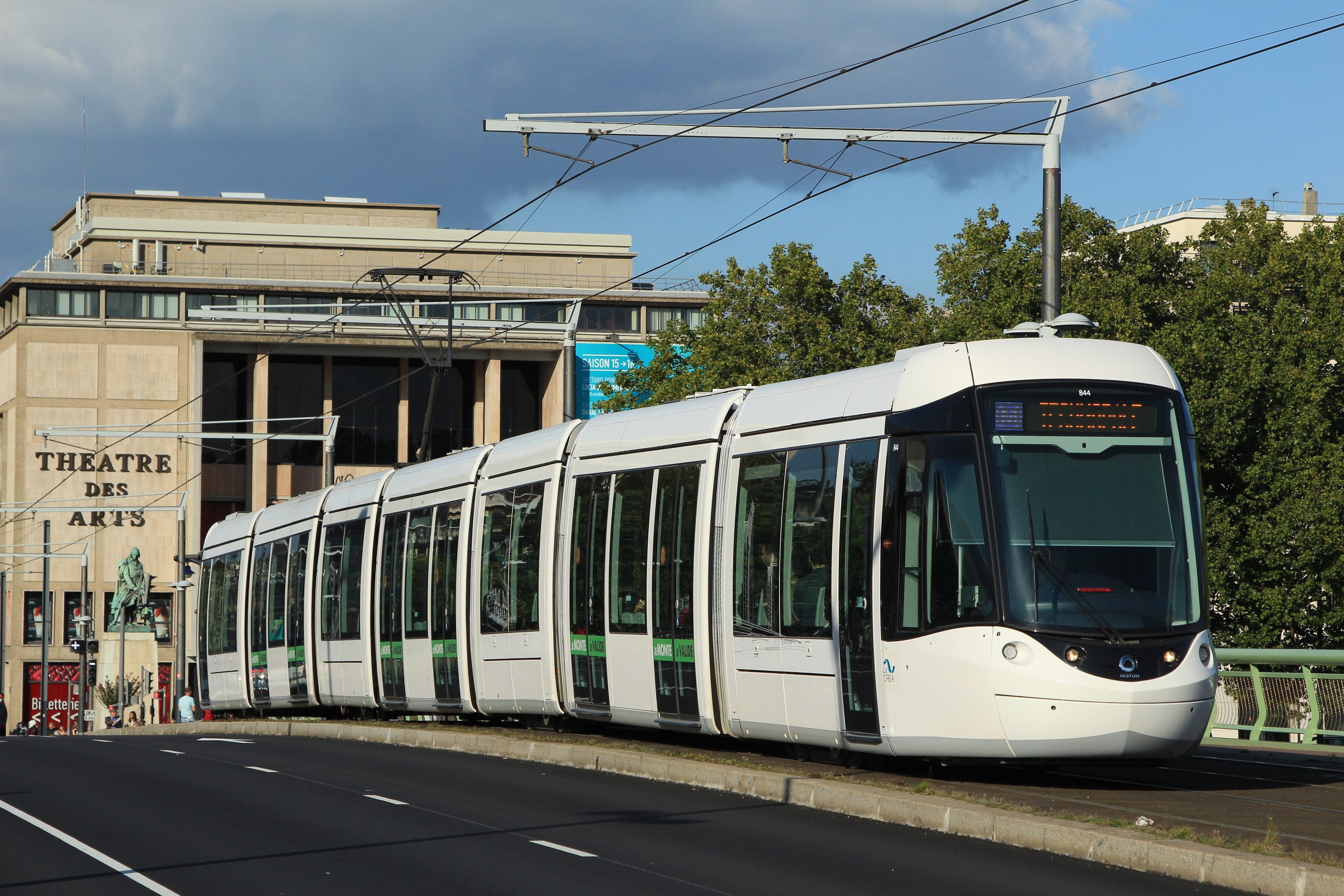
Napjaink modern Alstom Citadis villamosa